# Famille Macé de La Rochemacé
La famille Macé de La Rochemacé, olim Macé puis  Macé de La Roche-Macé, est une famille subsistante de la noblesse française originaire de Bretagne (Nantes), qui a pour auteur Louis Macé, anobli par charge de conseiller secrétaire du roi et maire de Nantes en 1662.

## Histoire

### Origines
Cette famille a pour auteur Louis Macé (1621-1672), écuyer, seigneur en 1660 de la Roche-Couffé à Couffé. Fils de Jean Macé, il épouse Françoise Macé. Il fut anobli comme conseiller secrétaire du roi auprès de la chambre des comptes de Bretagne, et maire de Nantes en 1662 et maintenu comme noble d'extraction par arrêt de la chambre de réformation du 21 février 1669,.
La Chesnaye-Desbois indique : « Louis Macé, sieur de la Roche en Coussé, président au présidial de Nantes et Pierre Macé de La Pilardière, prieur d’Oudon, furent déclarés nobles comme issus de maîtres des comptes en conséquence de l’arrêt du conseil du 9 janvier 1659, par arrêt rendu en la chambre de la réformation le 16 février 1669 ».

## Personnalités
- Louis Macé (1621-1672), seigneur de la Roche à Couffé, écuyer, président du présidial de Nantes, maire de Nantes (1662-1664) ; époux de Françoise Macé en 1658.
- Bernardin Maurice Macé, seigneur de la Roche-Macé (1789-1881), colonel de l'armée royale (1815-1832), il est l'un des deux commandants de 800 chouans lors du combat de Riaillé le 6 juin 1832[7]. Il est chevalier de Saint-Louis et de Saint-Ferdinand d'Espagne. Il épouse en 1824 Marie Brochet de Verigny.

## Armes
Les armes de la famille se balsonnent ainsi De gueules à 3 rencontres de daim d'or au chef cousu d'azur chargé d'une croix engreslée d'argent.

## Alliances
Les principales alliances de la famille Macé de La Rochemarcé sont. : de Kergozou, Bouin, de Fleuriot de la Freulière, Charette de La Contrie, Brochet de Varigny, de La Jaille.

## Pour approfondir